# クーパー・スタジアム
クーパー・スタジアム（Cooper Stadium）は、アメリカのオハイオ州コロンバスにあった野球場。ワシントン・ナショナルズと提携する3Aコロンバス・クリッパーズの本拠地であった。

## 来歴
開場当時はフランクリン・カウンティ・スタジアム (Franklin County Stadium) と名乗っていたが、1984年に現在の球場名に改称した。コロンバス市への球団誘致に尽力したハロルド・クーパーの名前からとったものである。
マイナーリーグの球場で初めてフィールドに人工芝を導入したが、1999年に天然芝に変更した。観客スタンドは一塁線・三塁線に面する辺にのみ存在し、外野フェンスの外側は、グラウンドと同じ高さの芝となっており、観客がバーベキューなどをしながらも試合を観戦することができるようになっている。また内野部分の観客スタンドの上部には、屋根が設けられており、その部分には、個室観客席が設けられている。
一塁線外野部分の外側にホームチームのブルペンがあり、観客は投手の投球練習風景を間近で見ることができる。ビジターチームは、ライト側のブリーチャーズ・スタンドの前のブルペンを用いる。
門を入って程近くに、コロンバス・クリッパーズのグッズショップが存在する。
2006年シーズンまでは、コロンバス・クリッパーズはニューヨーク・ヤンキースと提携していた。コロンバス・クリッパーズにかつて在籍していた選手・コーチの写真が載せられた幕が球場の各所に飾られ、その中にはニューヨーク・ヤンキースで活躍するデレク・ジーター、バーニー・ウィリアムス、マリアーノ・リベラなども含まれていた。また、日本プロ野球・北海道日本ハムファイターズのトレイ・ヒルマン監督も以前コーチをしていたことがあり、その中に含まれていた。
2009年シーズンよりクリッパーズが新設のハンティントン・パークを新本拠地として使用するため、クーパー・スタジアムはカーレース場になることが発表された。